# Platysoma rasile
Platysoma (Platysoma) rasile – gatunek chrząszcza z rodziny gnilikowatych i podrodziny Histerinae.
Chrząszcz o podłużno-owalnym ciele długości od 2,13 do 3,8 mm. Jego szerokość równa jest długości szwu pokryw. Przedplecze z rzędami bocznymi położonymi dość blisko krawędzi. Wyrostek przedpiersia pozbawiony rzędów żeberkowych. Tylko rzędy grzbietowe pokryw od I do III kompletne.
Gatunek znany z Korei i Japonii.